# フィクション (ダーク・トランキュリティのアルバム)
『フィクション』（Fiction）は、スウェーデンのメロディックデスメタル・バンド、ダーク・トランキュリティが2007年に発表した8作目のスタジオ・アルバム。

## 背景
ニクラス・スンディンはリリース当時のインタビューにおいて、前作『キャラクター』（2005年）が「ある程度意図的だったとはいえ、どの曲も似たような感じになり過ぎた」のに対し、本作では「もっと多様な曲を書いて、どの曲も他の曲と違う視点を示すアルバムにしたかった」と説明している。また、ミカエル・スタンネは本作の曲作りに関して「俺達は、個々の曲に色々な要素を詰め込み過ぎるのを避けたかった」と説明している。
「インサイド・ザ・パーティクル・ストーム」はスンディンが初めて単独で作った曲で、本人は「過去2枚のアルバムでは、俺はダーク・トランキュリティのアルバム1枚について、せいぜい5つか6つぐらいのリフに貢献してきただけだった。でも、今回は実際に俺自身の曲を録音したんだよ」と語っている。「ザ・マンデイン・アンド・ザ・マジック」にはシアター・オヴ・トラジディーのネル・シグランドが参加しており、この曲は本作リリース直後のツアーでは演奏されなかったが、シグランドがゲスト参加した2008年10月31日のミラノ公演において演奏され、その模様は2009年リリースの映像作品『Where Death Is Most Alive』に収録された。
日本盤には「ア・クローサー・エンド」、オーストラリア盤にはインストゥルメンタルの「ウィンター・トライアングル」がボーナス・トラックとして収録された。また、2008年にアメリカやヨーロッパで発売されたエクスパンデッド・エディション盤には、上記2曲に加えて未発表曲2曲とライヴ・ヴァージョン2曲も追加され、更にミュージック・ビデオや2007年のドイツ公演の模様を収録したDVDも付属している。

## 反響・評価
バンドの母国スウェーデンでは、4月26日付のアルバム・チャートで初登場12位となり、3週トップ50入りした。アメリカでは発売初週に約3000枚を売り上げ、総合アルバム・チャートのBillboard 200には入っていないが、『ビルボード』のトップ・ヒートシーカーズでは15位、インディペンデント・アルバム・チャートでは39位を記録した。
アレックス・ヘンダーソンはオールミュージックにおいて5点満点中4点を付け「以前リリースされた多くの作品と同様、メロディックさと過激さが、健全で首尾一貫したナチュラルな響きのバランスでまとめられている」と評している。また、Scott AlisogluはBlabbermouth.netにおいて10点満点中8.5点を付け「このサウンドは、熱狂的なファンを十分に満足させるだけでなく、スタイルの多彩さ（物凄く多彩というわけではないが）から、ダーク・トランキュリティのカタログの中でも注目に値する作品として突出するだろう」と評している。

## 収録曲
1. ナッシング・トゥ・ノー・ワン - Nothing to No One – 4:10
  - 作詞：ミカエル・スタンネ／作曲：マーティン・ヘンリクソン、ニクラス・スンディン
2. ザ・レッサー・フェイス - The Lesser Faith – 4:37
  - 作詞：ミカエル・スタンネ／作曲：マーティン・ヘンリクソン、マイケル・ニクラソン、アンダース・ジヴァープ、ニクラス・スンディン
3. ターミナス（ホウェア・デス・イズ・モースト・アライヴ） - Terminus (Where Death Is Most Alive) – 4:24
  - 作詞：ミカエル・スタンネ／作曲：マーティン・ヘンリクソン、ニクラス・スンディン
4. ブラインド・アット・ハート - Blind at Heart – 4:21
  - 作詞：ミカエル・スタンネ／作曲：マーティン・ヘンリクソン
5. アイシファー - Icipher – 4:39
  - 作詞：ミカエル・スタンネ／作曲：マーティン・ブランドストローム、アンダース・ジヴァープ、マーティン・ヘンリクソン
6. インサイド・ザ・パーティクル・ストーム - Inside the Particle Storm – 5:29
  - 作詞・作曲：ニクラス・スンディン
7. エンプティ・ミー - Empty Me – 4:59
  - 作詞：ミカエル・スタンネ／作曲：マーティン・ヘンリクソン
8. ミザリーズ・クラウン - Misery's Crown – 4:14
  - 作詞：ミカエル・スタンネ／作曲：マーティン・ブランドストローム、ニクラス・スンディン、アンダース・ジヴァープ、マーティン・ヘンリクソン
9. フォーカス・シフト - Focus Shift – 3:36
  - 作詞：ミカエル・スタンネ／作曲：マーティン・ヘンリクソン
10. ザ・マンデイン・アンド・ザ・マジック - The Mundane and the Magic – 5:27
  - 作詞：ミカエル・スタンネ／作曲：マーティン・ヘンリクソン、アンダース・ジヴァープ

### 日本盤ボーナス・トラック
1. ア・クローサー・エンド - A Closer End – 4:10
  - 作詞：ミカエル・スタンネ／作曲：マーティン・ヘンリクソン、アンダース・ジヴァープ、ニクラス・スンディン

### エクスパンデッド・エディション盤ボーナス・トラック
1. A Closer End – 4:10
  - 作詞：ミカエル・スタンネ／作曲：マーティン・ヘンリクソン、アンダース・ジヴァープ、ニクラス・スンディン
2. Winter Triangle – 2:18
  - 作曲：ニクラス・スンディン
3. Below the Radiance – 3:26
  - 作詞：ミカエル・スタンネ／作曲：アンダース・ジヴァープ、マーティン・ヘンリクソン
4. Silence in the House of Tongues – 3:24
  - 作曲：ニクラス・スンディン
5. Terminus (Where Death Is Most Alive) (Live) – 4:40
  - 作詞：ミカエル・スタンネ／作曲：マーティン・ヘンリクソン、ニクラス・スンディン
6. The Lesser Faith (Live) – 4:48
  - 作詞：ミカエル・スタンネ／作曲：マーティン・ヘンリクソン、マイケル・ニクラソン、アンダース・ジヴァープ、ニクラス・スンディン

### エクスパンデッド・エディション盤ボーナスDVD
1. Focus Shift (Promo Video)
2. Terminus (Where Death Is Most Alive) (Brick-Movie)
3. Focus Shift (Rehearsal Room Video)
4. Blind at Heart (Live)
5. Final Resistance (Live)
6. Misery's Crown (Live)
7. Terminus (Where Death Is Most Alive) (Live)
8. The Lesser Faith (Live)
9. The New Build (Live)
10. The Endless Feed (Live)

## 参加ミュージシャン
- ミカエル・スタンネ - ボーカル
- マーティン・ヘンリクソン - ギター
- ニクラス・スンディン - ギター
- マーティン・ブランドストローム - キーボード
- マイケル・ニクラソン - ベース
- アンダース・ジヴァープ - ドラムス

アディショナル・ミュージシャン
- ネル・シグランド - ボーカル(on #10)